# Zorbau
Zorbau è un ex-comune tedesco di 819 abitanti, situato nel land della Sassonia-Anhalt.
Dal 1º gennaio 2011 è stato accorpato al comune della città di Lützen.
Oltre al capoluogo la frazione comprende le località di Gerstewitz, Nellschütz e Zorbau.